# 幽鴳
幽鴳是《山海经·北山经》中記載，中国传说的异兽，樣貌像猴子，身上有花纹，叫声是自己的名字。幽鴳喜歡笑，看到人就臥倒，而且居住在边春山。

## 参見
- 中国妖怪列表